# Tactical Leadership Programme
Het Tactical Leadership Programme is een opleidingsprogramma gestationeerd op vliegbasis Albacete in Spanje. De organisatie is begin jaren 80 opgericht door een aantal NAVO-lidstaten in Duitsland met als doel het nadenken over nieuwe tactieken binnen de diverse luchtmachten.

## Geschiedenis

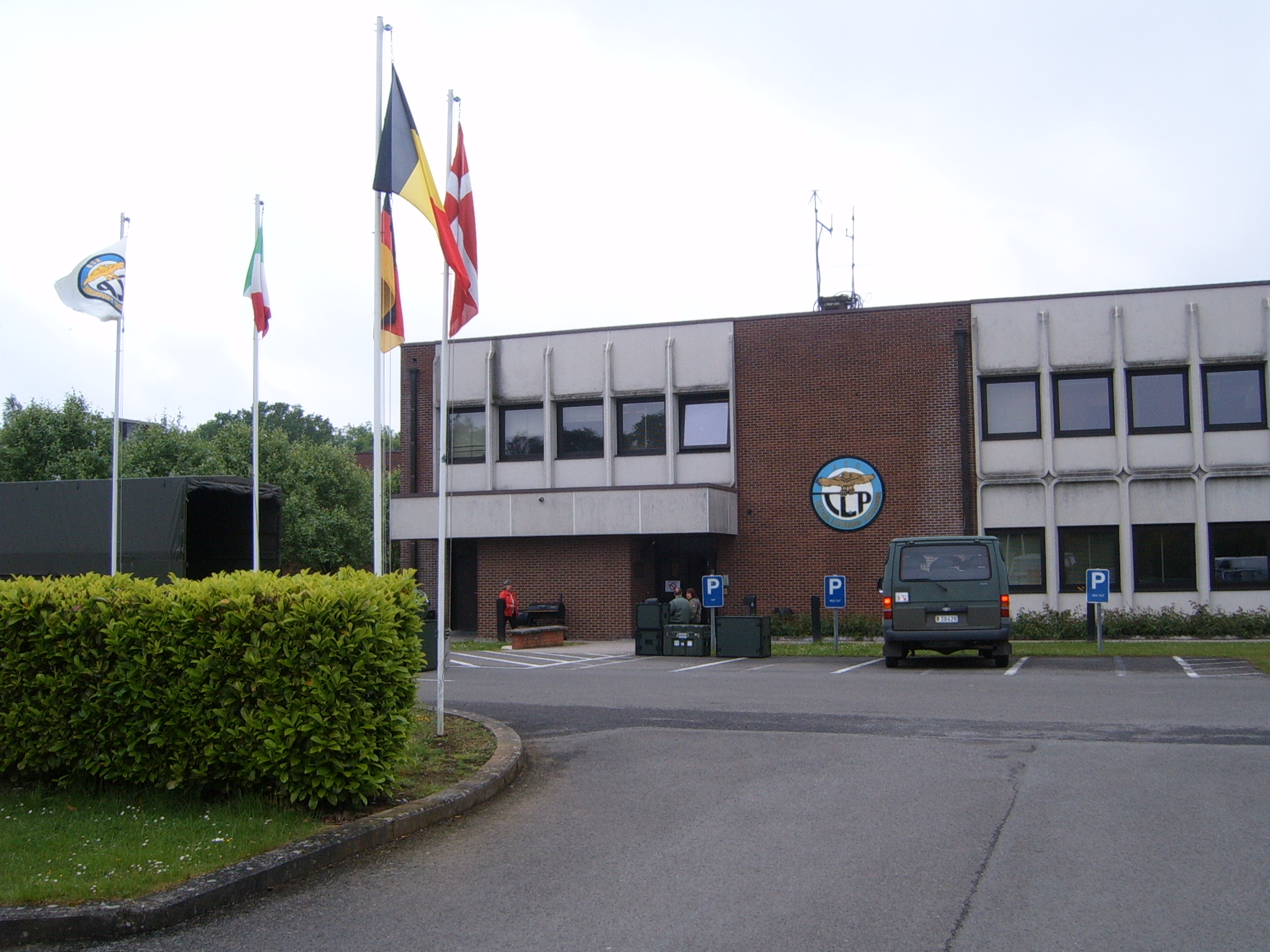
TLP hoofdgebouw in Florennes, België

Het Alied Air Forces Central Europe (AAFCE) Tactical Leadership Programme (TLP) is geboren vanuit de wens van de luchtmachten van Centraal-Europa om hun tactieken te verbeteren. Daarnaast was er een sterke wens om nieuwe tactieken, technieken en procedures (TTPs) te ontwikkelen. Het verbeteren van multi-nationaal luchtoptreden was daarbij een belangrijke drijfveer.
Met dit in gedachten is TLP opgericht in januari 1978 op de Duitse vliegbasis Furstenfeldbruck door België, Canada, Duitsland, Nederland, Verenigd Koninkrijk en de Verenigde Staten van Amerika. Initieel werden seminars georganiseerd van twee weken waar cursisten uit de landen discussieerden over NAVO TTPs. In september 1979 verhuisde TLP naar Jever in Noord Duitsland. Daar werd voor het eerst een vliegfase geïntroduceerd bij de cursus. De cursus werd verlengd naar 4 weken. TLP bleef in Jever tot december 1988. Tegen die tijd had TLP ongeveer 71 vliegcursussen (flying courses) georganiseerd met meer dan 2000 afgestudeerde NAVO vliegers.
In maart 1989 verhuisde TLP naar de Belgische vliegbasis Florennes waar er twee nieuwe afdelingen, Academics en Concepts & Doctrines, werden toegevoegd. De staf werd uitgebreid met een Franse liaison officier. TLP werd uitgebreid met Denemarken en Italië in januari 1996. Spanje werd toegevoegd in 2002. Canada trok zich in 1997 terug uit TLP als gevolg van het terugtrekken van de Canadese luchtmacht uit Duitsland, maar behield een liaison officier bij de TLP Staff.
In januari 2002 werd TLP een eenheid "in support of SHAPE". Dit betekende dat SHAPE werd opgenomen in de MoU waardoor de naam van TLP wijzigde naar "Allied Commando Operations Tactical Leadership Programme", of ACO TLP.
TLP had in de loop van 2000 steeds meer moeite met het vinden van geschikte ruimte voor het uitvoeren van training. Het Europese luchtruim wordt steeds drukker met als gevolg minder ruimte voor een militair vliegprogramma. Dit, gekoppeld aan het slechte weer in Florennes en geen mogelijkheden tot nachtvliegen, leidde er in juli 2009 toe dat TLP verhuisde naar de vliegbasis Albacete in Spanje. Bij het oprichten van TLP Spanje trok Canada zich volledig terug en werden Griekenland en Frankrijk volledige MoU members. De eerste cursus in Albacete startte op 4 oktober 2009.

## Organisatie
De organisatie bestaat uit een Flying Branch, die verantwoordelijk is voor de vliegcursussen en een Academics & Doctrine Branch (A&D), die verantwoordelijk is voor het nadenken over nieuwe concepten en doctrine. Daarnaast organiseert A&D een veelvoud aan academische cursussen. TLP wordt geleid door een Kolonel die wordt geleverd door het gastland. Ten slotte is er een Support Unit die zorg draagt voor alle facilitaire zaken zoals huisvesting, eten etc.

## Cursussen

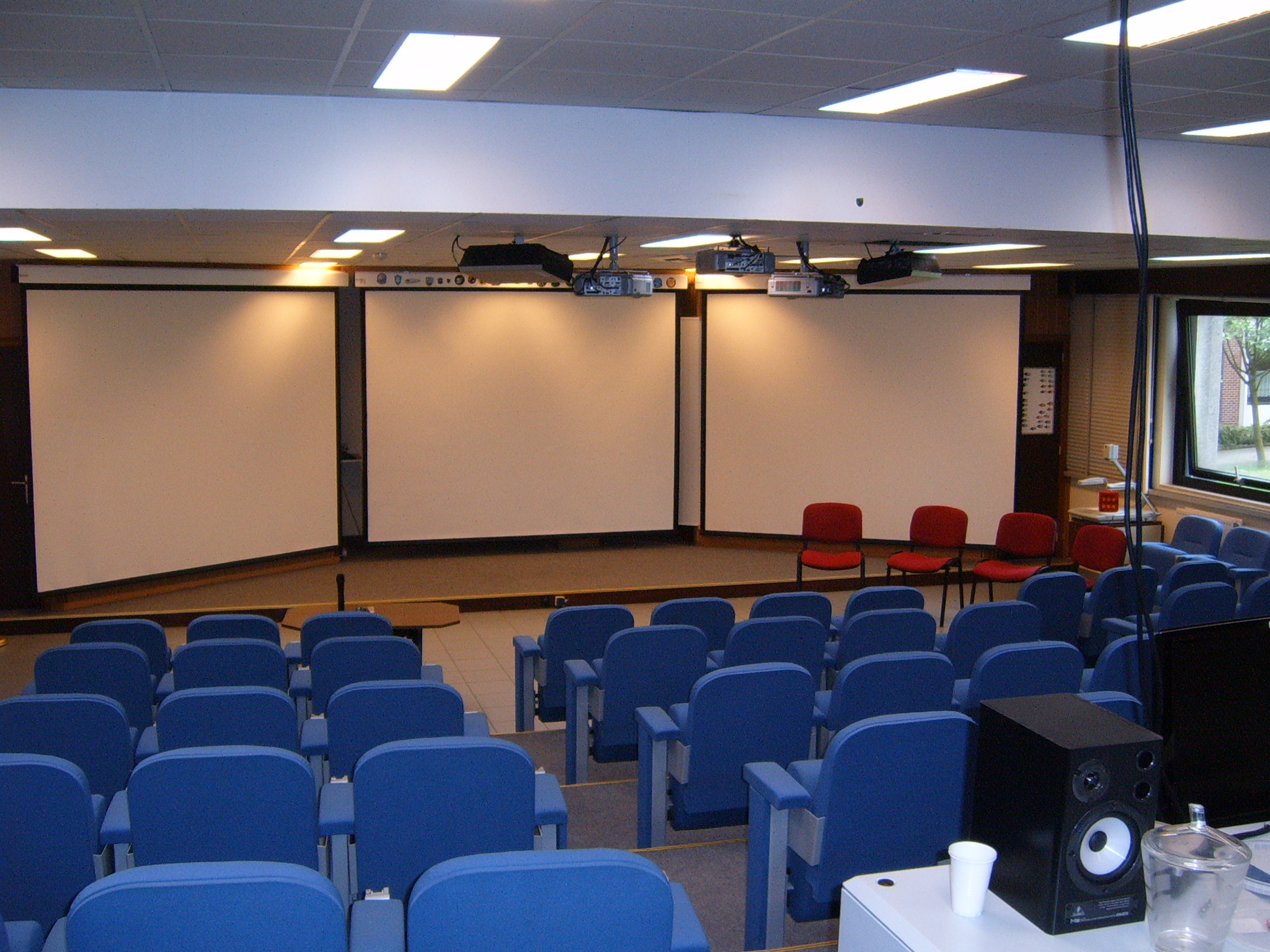
TLP auditorium Florennes, België

De primaire taak van TLP is het organiseren van Flying Courses. Deze cursus van vier weken wordt ongeveer zes keer per jaar gegeven. Daarnaast organiseert TLP diverse academische cursussen. De belangrijkste zijn:
- De COMAO planning course. In deze cursus wordt cursisten de basis concepten geleerd van het plannen van een grote luchtoperatie met vliegtuigen uit meerdere landen. De cursus duurt twee weken en wordt meerdere malen per jaar gegeven.
- De Intelligence course wordt enkele keren per jaar gegeven en duurt twee weken. Inlichtingen personeel dat op het Squadron werkt is welkom en gaat kennis verdiepen aan de hand van recente operaties, inclusief ISAF.
- De Air Defence Studies course. Deze cursus duurt een week en wordt meerdere malen per jaar gegeven. De cursus richt zich op personeel dat werkt binnen luchtverdedigingseenheden, zowel Ground Based Air Defence als jachtvliegtuigen

## Deelnemers
TLP is een MoU organisatie en bestaat op dit moment uit:
- België
- Denemarken
- Frankrijk
- Duitsland
- Griekenland
- Italië
- Nederland
- Spanje
- Verenigd Koninkrijk
- Verenigde Staten van Amerika